# Roudná
Roudná là một làng thuộc huyện Tábor, vùng Jihočeský, Cộng hòa Séc.